# Polyrhachis militaris
Polyrhachis militaris är en myrart som först beskrevs av Fabricius 1782.  Polyrhachis militaris ingår i släktet Polyrhachis och familjen myror. Inga underarter finns listade i Catalogue of Life.

## Bildgalleri

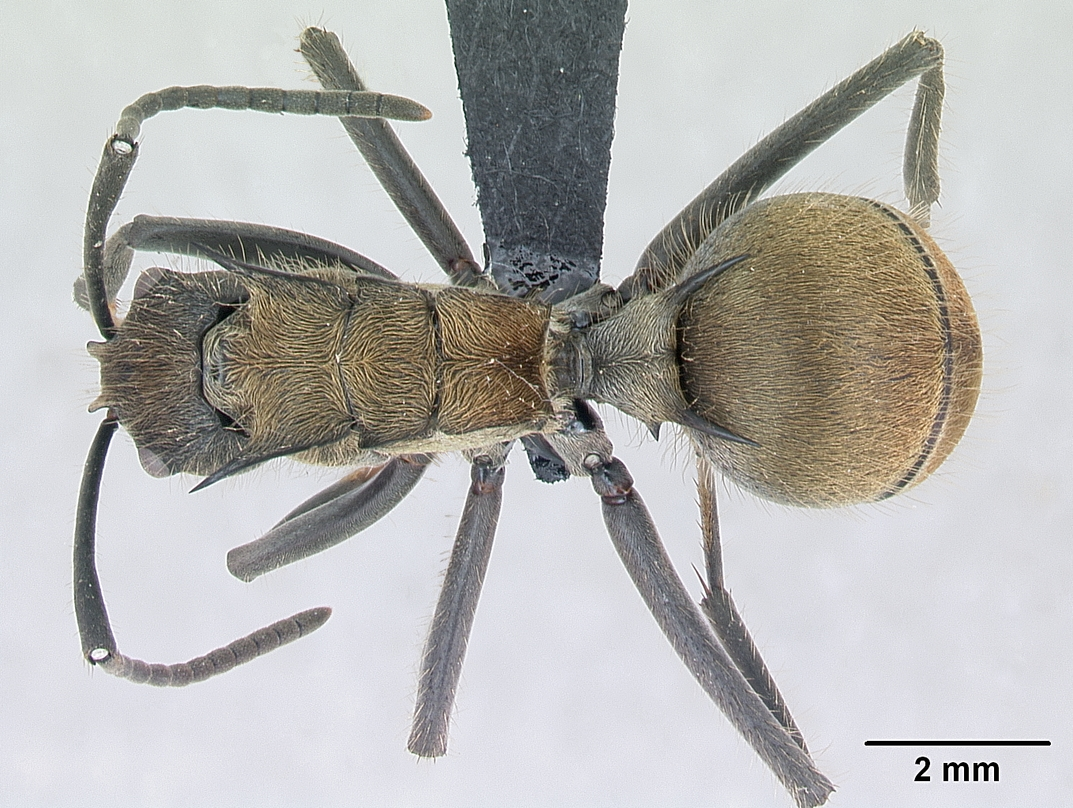
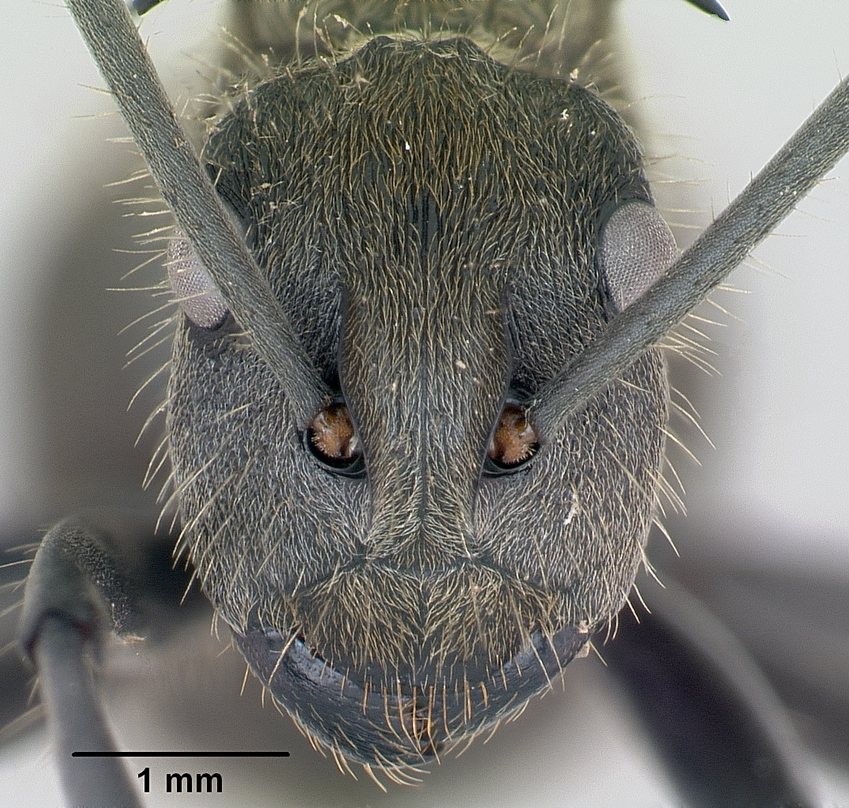
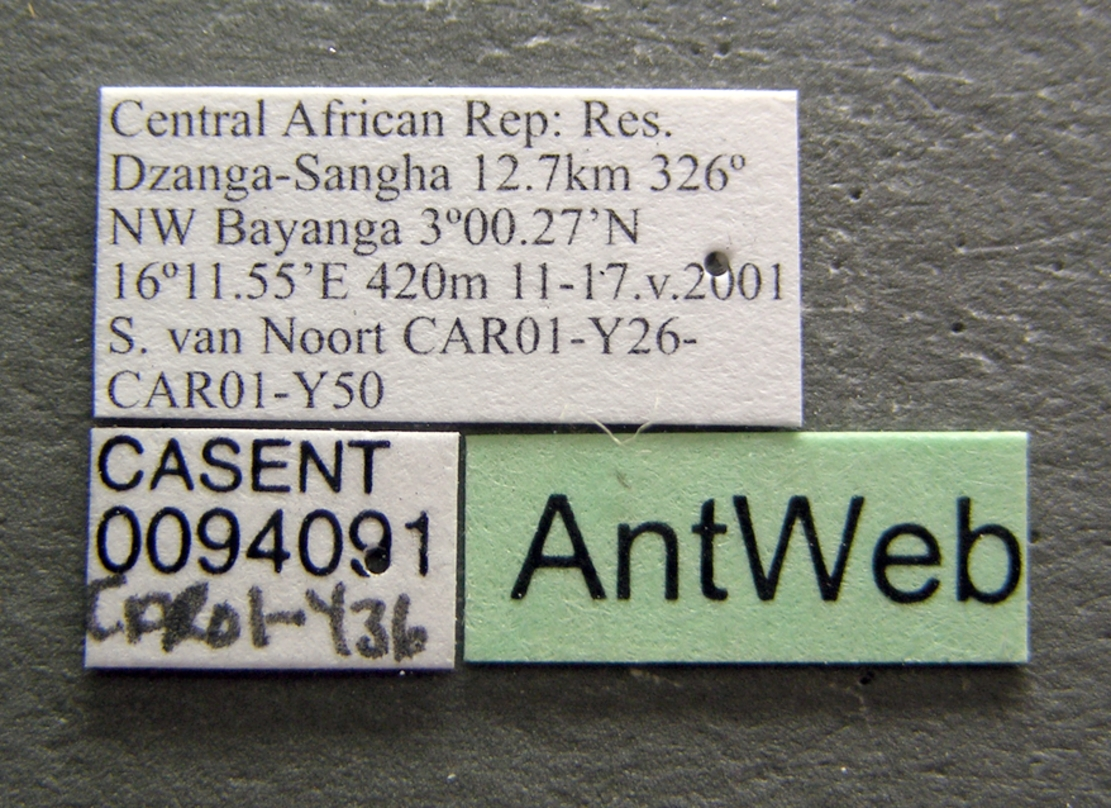
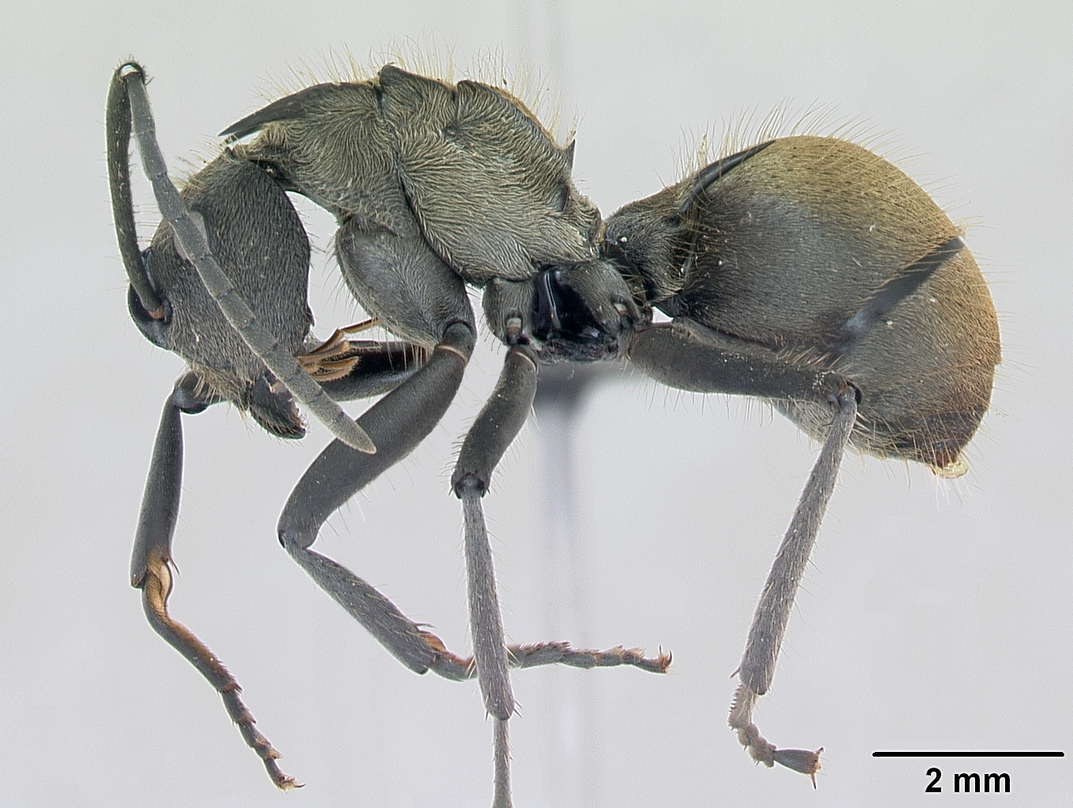
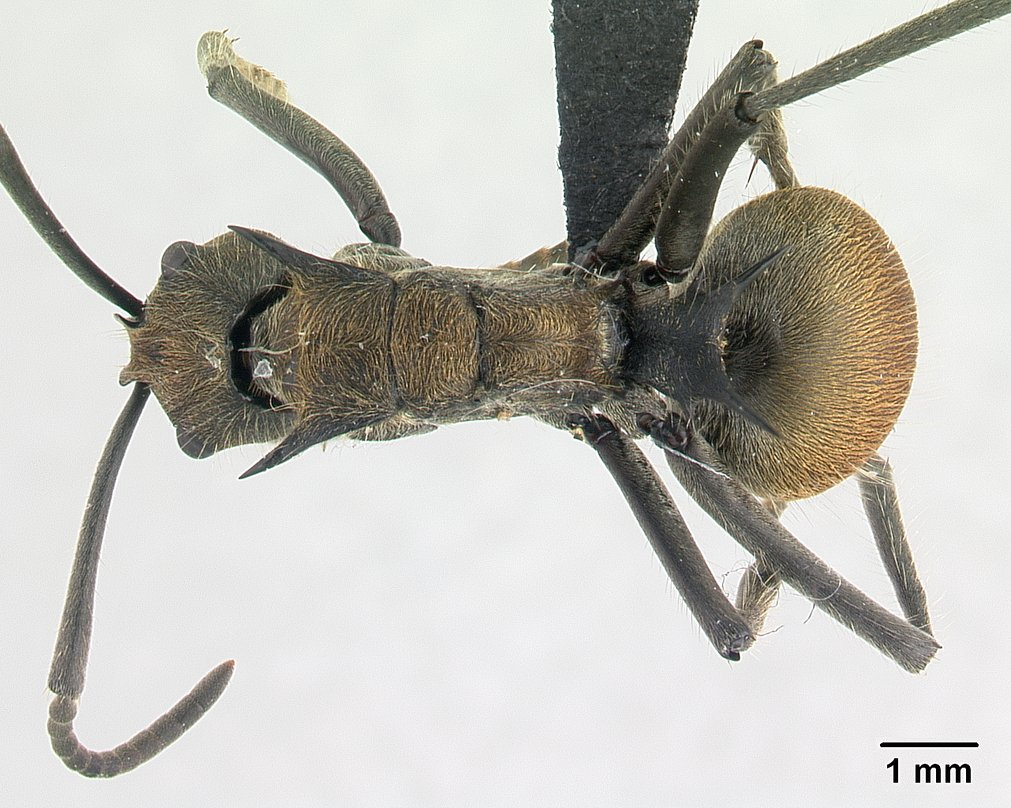
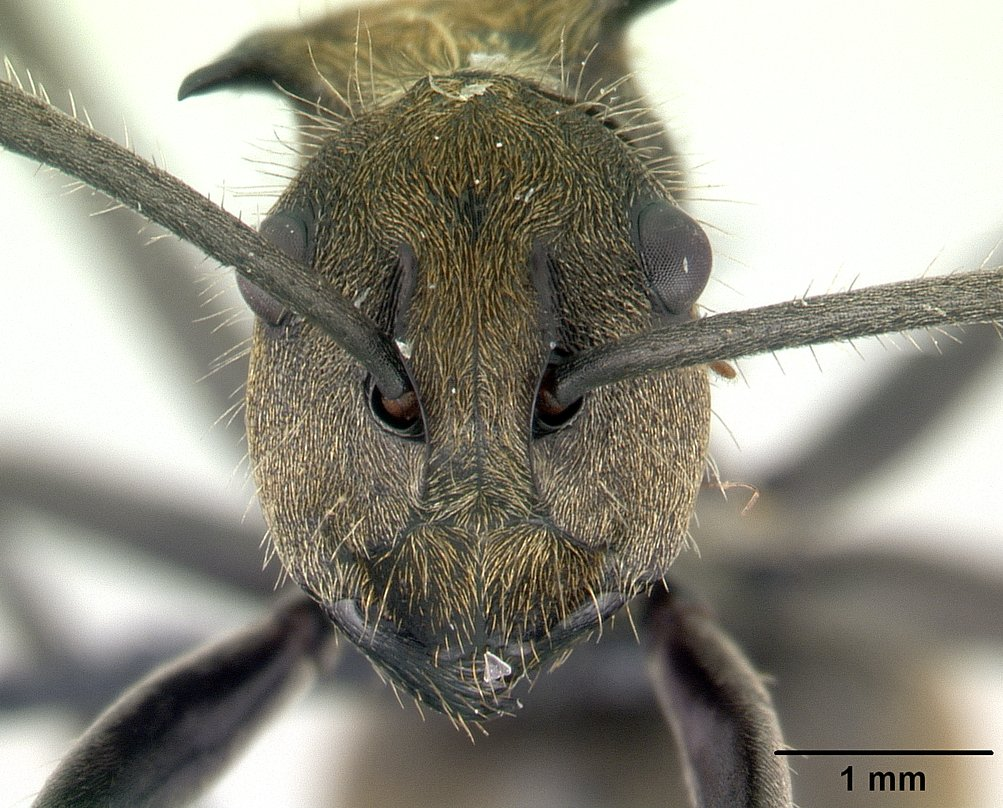